# 안중초등학교 (충남)
안중초등학교는 대한민국 충청남도 태안군에 있는 공립 초등학교이다.

## 학교 연혁
- 1937년 11월 29일 중장간이학교 개설
- 1948년 2월 24일 안중국민학교 개교
- 1995년 3월 1일 신야분교장, 장등분교장 인가
- 1996년 3월 1일 안중초등학교로 개칭
- 1999년 2월 28일 신야분교, 나암도분교 통합
- 1999년 8월 31일 대야도 분교장 통합
- 2007년 2월 28일 장등분교장 통합

## 참고 자료
- 안중초등학교 - 한국교육학술정보원 학교알리미